# Massacre de Nirim
Le massacre de Nirim se déroule le 7 octobre 2023, dans le cadre de l'attaque du Hamas contre Israël, au début de la guerre à Gaza. L'une de leurs cibles est Nirim, un kibboutz situé dans le sud d'Israël, à environ 2 kilomètres de la frontière avec Gaza. Au moins cinq civils du kibboutz sont tués, de nombreux autres blessés et un nombre indéterminé de civils kidnappés et emmenés à Gaza.

## Contexte
Le kibboutz de Nirim se trouve dans le désert du nord-ouest du Néguev, près de la bande de Gaza. Il est  créé en 1946 par « Nir », une petite équipe de jeunes pionniers de Hashomer Hatzaïr. L'économie de Nirim est basée sur l'agriculture : des cultures extensives, une plantation d'avocats, des serres et des vaches laitières. Environ 500 habitants, dont environ 130 enfants, vivent dans le kibboutz.

## L'attaque
Dans le cadre de l'attaque du Hamas contre Israël, aux premières heures du 7 octobre 2023, un groupe d'environ 20 terroristes armés de fusils d'assaut, de grenades et de roquettes atteignent le kibboutz de Nirim. Lors de leurs entrées dans la ville, ceux-ci incendient des maisons, ouvrent le feu sur des habitations et lancent des grenades. Le caporal Amit Levy, un policier alors en permission, entend les coups de feu et rejoint certains membres de l'escouade en attente du kibboutz, combattant les terroristes avec son fusil M16. Selon le coordinateur de la sécurité militaire israélien, à la suite de cette escarmouche, Levy et les membres de l'escouade en attente obtiennent un point de vue stratégique sur le toit d'un silo. Conscients de leur désavantage tactique, les terroristes décident finalement de se retirer,. Peu après, des renforts supplémentaires du Hamas reviennent à moto et à bord de camionnettes.
Alors qu'ils combattent depuis leur position sur le toit, un hélicoptère d'attaque des forces de défense israéliennes prend contact avec les défenseurs. Il est convenu d'un commun accord que l'affrontement contre les terroristes se déroulera à l'intérieur du kibboutz, tandis que l'hélicoptère mènera des frappes aériennes sur des cibles en bordure de la localité. Cet engagement intense dure environ deux heures.
Environ sept heures après l'infiltration des terroristes dans le kibboutz, les premières forces terrestres de Tsahal arrivent pour combattre les terroristes. Parmi les survivants du massacre se trouve Shai Levy, le correspondant militaire de Mako qui séjourna dans un Merkhav Mugan (en) et couvrit le déroulement des événements.

## Conséquences
Le 15 octobre, Israël affirme avoir tué le commandant du Hamas Billal Al Kedra (ar), soupçonné d'être à l'origine de l'attaque de Nirim,.